# مهرداد ارمنستان
مهرداد ارمنستان (ارمنی: Միհրդատ Իբերացի، قرن اول میلادی) شاهزاده از ایبری بود که به عنوان پادشاه ارمنستان تحت حمایت امپراتوری روم خدمت می‌کرد.
مهرداد توسط امپراتور رومی تیبریوس، که در سال ۳۵ به ارمنستان حمله کرد منصوب شده‌است. هنگامی که شاهزاده اشکانی، ارد، فرزند اردوان سوم، تلاش کرد تا مهرداد از پادشاهی ای که تازه به دست آورده بود را عزل کند، مهرداد به رهبری یک ارتش بزرگ ارمنی و ایبری او و اشکانیان را در نبردی سنگین را شکست داد (Tacitus , Annals. vi. 32-35). در سال۳۷، امپراتور جدید کالیگولا مهرداد را برکنار کرد، اما بعداً کلودیوس او را دوباره به پادشاهی ارمنستان بازگرداند. متعاقباً، روابط مهرداد با برادرش فرازمانس بدتر شد و پادشاه ایبری پسر خود را، رادامیستوس را تحریک کرد تا به ارمنستان حمله کند و مهرداد را در سال ۵۱ سرنگون کند. با خیانت فرماندهان رومی مهرداد تسلیم شد: مورخ رومی کاسیوس دیو گزارش می‌دهد نابودی اتحاد مهرداد و کلودئوس در رم محتمل بود، گفته می‌شود مهرداد با جسارت و با تهدید به کلودیوس می‌گوید: «من به اجبار نزد شما نیامدم؛ من با اختیار آمدم. اگر به آن شک دارید، مرا آزاد کنید و آنگاه سعی کنید چون مرا پیدا کنید.» مهرداد توسط برادر زاده خود رادامیستوس به قتل رسید، رادامیستوس پادشاهی را تصرف کرد، و با دختر عموی خود زنوبیا، دختر مهرداد ازدواج کرد.